# Faworki

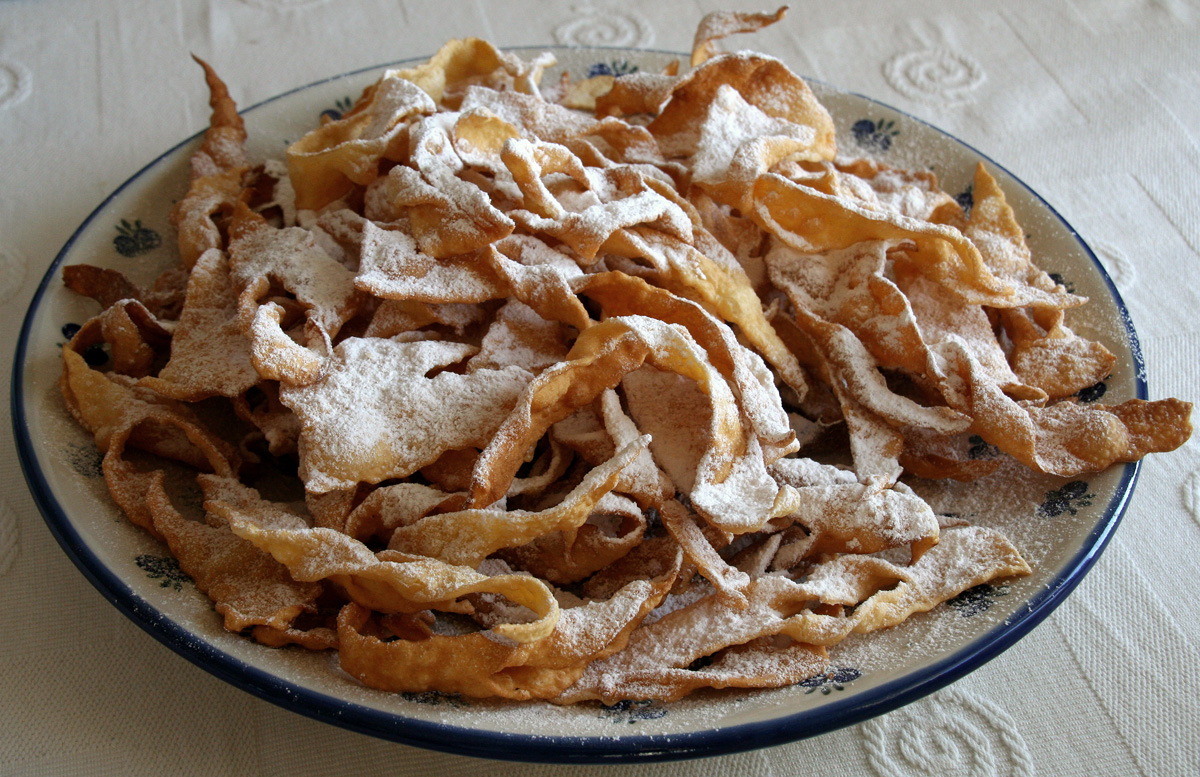
Plato de faworki.

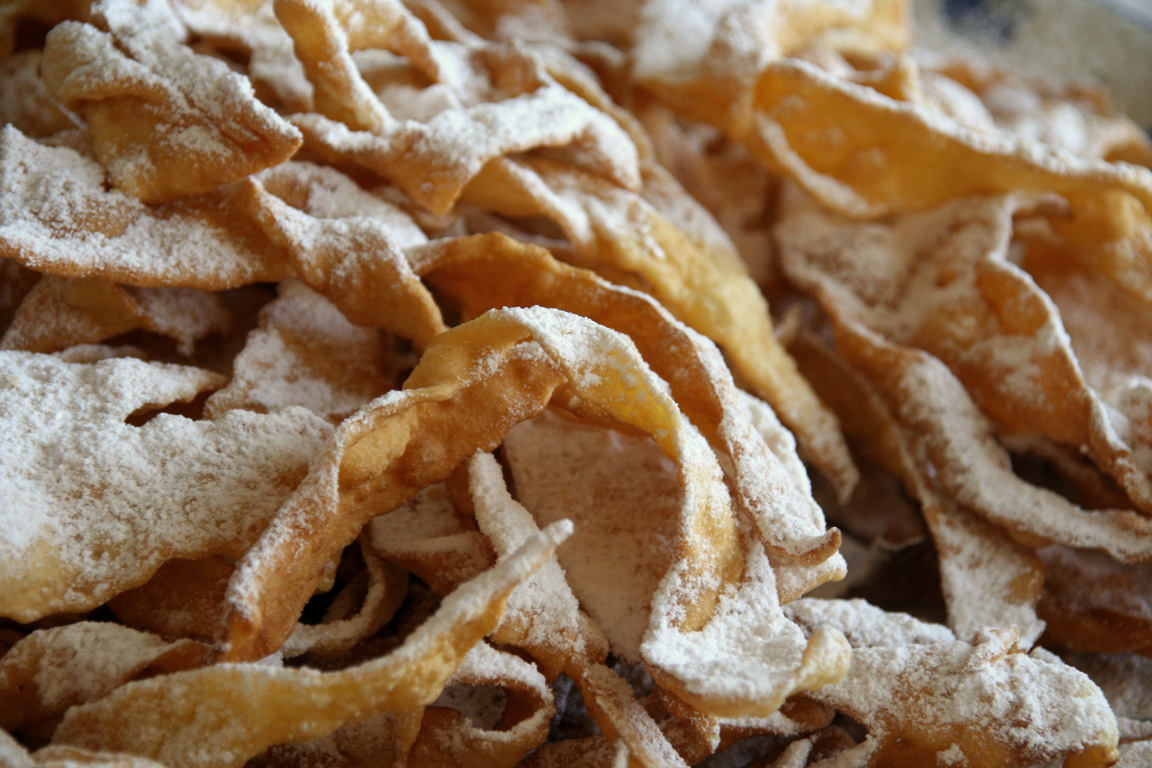
Los faworki.

El faworki (también llamado chrust, chrusty, chrusciki, faworki, žagarėliai) es un postre crujiente típico de Lituania y Polonia.
Tiene forma de cintas finas y retorcidas, refritas y espolvoreadas con azúcar glas. Generalmente se comen durante Carnaval y el Jueves Lardero (último jueves antes de la Cuaresma, no confundir con el martes de Carnaval), el día que antecede al Miércoles de Ceniza. En algunas ocasiones los maridos dan a sus mujeres faworki los viernes 13 para evitar la mala suerte.
Muchas panaderías étnicas, en las ciudades estadounidenses de Chicago, Cleveland o Detroit, preparan faworki todos los días, pero durante la Semana Santa y la Navidad hay una mayor demanda de ellos. Muchas veces en estas fechas las panaderías exigen que los clientes encarguen los faworki con anticipación.

## Etimología
La palabra faworki proviene de la Edad Media. Los faworki son un tipo de cintas, coloreadas y pegadas a la ropa femenina o masculina, que los caballeros medievales regalaban a sus damas. Etimológicamente la palabra llegó a Polonia procedente de francés por medio de latín y la palabra francesa “faveur” significa “gracia” o “cortesía”.
Faworki o chrusty son las formas plurales de las palabras faworek y
chrust.